# Masía Fortificada Mas de Roig
La Masía Fortificada Torre de Mas de Roig, o Torre de Mas de Roig, es un edificio agrícola y residencial fortificado, situado a unos ocho quilómetros al norte de Villafranca del Cid en el conocido como Camino de la Cruz, en la comarca del Alto Maestrazgo.
Está declarada de forma genérica Bien de Interés Cultural, presentando anotación ministerial R-I-51-0012413, bajo la protección de la Declaración genérica del Decreto de 22 de abril de 1949, y la Ley 16/1985 sobre el Patrimonio Histórico Español, y presentando anotación ministerial del 21 de julio de 2008.

## Historia
Dispersas por el término municipal de Villafranca del Cid existen una gran cantidad de masías fortificadas. Se considera que una de las razones de su existencia y número se debe a que la zona de Villafranca del Cid no contaba con un castillo que permitiera a los agricultores diseminados por la zona, refugiarse en caso de peligro. Si tenemos en cuenta que esta zona ha estado involucrada en todos los conflictos bélicos, desde la reconquista a la guerra del 36, (Guerra de Sucesión, Guerra de Independencia, Guerras Carlistas, disputas con la vecina Morella…), puede entenderse la necesidad de crear espacios fortificados cerca de los núcleos agrícolas en donde se concentraba cierto número de población que vivía de las explotaciones agrarias del altiplano en el que se situaban.

## Descripción
La torre se encontraba muy próxima a la Torre Figuera, perteneciente a la Masía Figuera (situada al oeste, como el pueblo de Castellfort), la cual ha sido ya derruida; y de la Masía fortificada de Mas de Tena (al sur).
Arquitectónicamente, la torre sigue la tipología común en la zona: presenta planta rectangular (aunque en este caso presenta más anchura que profundidad), con muros de fábrica de mampostería, reforzados en las esquinas de sillarejo; el techo debería ser inclinado y a un agua, acabado en teja árabe, pero en el caso de esta torre, la techumbre original ha desaparecido ya que la torre se enrasó a la altura del resto de las construcciones de la masía. Pese a que la torre se incrusta en el resto de edificios, su fachada de estructura de sillar la hacen reconocible. Las ventanas que presentan son con una gran probabilidad de construcción posterior a la original. La fachada principal se orienta al sudoeste
Actualmente toda la masía parece abandonada y lo poco que queda de la torre tiene un aspecto considerablemente deteriorado.